# Казімеж (Паб'яницький повіт)
Казімеж (пол. Kazimierz) — село в Польщі, у гміні Лютомерськ Паб'яницького повіту Лодзинського воєводства.
Населення — 779 осіб (2011).
У 1975-1998 роках село належало до Серадзького воєводства.

## Демографія
Демографічна структура станом на 31 березня 2011 року:
|          | Загалом | Допрацездатний вік | Працездатний вік | Постпрацездатний вік |
| -------- | ------- | ------------------ | ---------------- | -------------------- |
| Чоловіки | 365     | 69                 | 256              | 40                   |
| Жінки    | 414     | 79                 | 227              | 108                  |
| Разом    | 779     | 148                | 483              | 148                  |